# تپه کا محمدرضا
تپه کا محمد رضا مربوط به دوران پیش از تاریخ ایران باستان تا دوران‌های تاریخی پس از اسلام است و در شهرستان دورود، بخش مرکزی، روستای کا محمد رضا واقع شده و این اثر در تاریخ ۲۴ اسفند ۱۳۸۳ با شمارهٔ ثبت ۱۱۷۰۱ به‌عنوان یکی از آثار ملی ایران به ثبت رسیده است.